# He Jiaying
He Jiaying (xinès: 何家英) (Tianjin, 1957) és un cotitzat pintor xinès.
Membre de l'Associació de Pintors Xinesos (actualment n'és sotspresident) i rector de l'Institut de Pintura de Tianjin. També és membre de la Conferència Consultiva Política del Poble Xinès.
Apassionat per la pintura d'ençà que era un nen, va estudiar la pintura tradicional xinesa a l'Acadèmia de Belles Arts de Tianjin. El 1980 es va graduar i va començar a ensenyar en aquest centre. Les seves figures, en la seva major part, segueixen la tècnica gongbi i destaca per l'elegància dels seus colors i els detalls. Les seves pintures tenen en compte caràcters populars i es fixen la vida real. Combina les innovacions contemporànies i un respecte a l'estètica tradicional.
Ha guanyat diversos premis, com la medalla d'Or de Pintura figurativa de la Société Nationale des Beaux-Arts de París, i les seves obres s'han exhibit en diverses exposicions. Malgrat tot, encara és poc conegut a Occident, on són més famosos pintors dissidents. He Jiaying ha comentat que les seves obres solen comprar-les xinesos interessats disposats a pagar uns preus que altres col·leccionistes d'altres països consideren prohibitius. És autor d'unes quantes etiquetes de vins de La Rioja.
Amb el títol “Amb els peus a la terra i l'ànima al cel” s'ha exposat, per primer cop a l'estat espanyol. l'exposició (d'una seixantena d'obres) d'aquest artista al Museu Europeu d'Art Modern (MEAM) de Barcelona de novembre a desembre de 2013 amb el patrocini de la Fundació Samaranch. En aquesta exposició, amb el quadre “La poma vermella”, es podia observar la tècnica de He Jaiaying, que va més enllà de la tradició pictòrica xinesa, i que consisteix a pintar directament el quadre amb pólvores de color per a reproduir la textura del jersei. Aquesta tècnica, consistent en afegir directament el pigment, l'ha fet servir també en el quadre “Meditació a la tardor”.